# كوري باكر
كوري باكر (بالهولندية: Corrie Bakker)‏ هي منافسة ألعاب القوى هولندية، ولدت في 16 يونيو 1945 في أوترخت في هولندا.

## وصلات خارجية
- كوري باكر على موقع الاتحاد الدولي لألعاب القوى (الإنجليزية)
- كوري باكر على موقع اللجنة الأولمبية الدولية (الإنجليزية)
- كوري باكر على موقع أوليمبيديا (الإنجليزية)